# カリブの反乱
『カリブの反乱』（Mutiny）は、エドワード・ドミトリク監督による1952年のアメリカ合衆国のテクニカラー・冒険映画である。

## キャスト
- マーク・スティーヴンス（英語版）
- アンジェラ・ランズベリー
- パトリック・ノウルズ（英語版）
- ジーン・エヴァンス（英語版）
- リス・ウィリアムズ（英語版）
- ロバート・オステルロッホ（英語版）
- ピーター・ブロッコ（英語版）
- エマーソン・トリーシー（英語版）
- モリス・アンクラム（英語版）
- トッド・カーンズ（英語版）

## 製作
この映画はエドワード・ドミトリクがHUACに証言をして以来初めて製作されたものである。キング・ブラザースは1951年に彼と契約を交わした（証言は4月だった）。ドミトリクはハリウッド・テンで初の証言者であり、またブラックリスト以降初めてハリウッドと契約した人物である。ジョン・ウッド議員は契約を支持し、それが証言を推奨したのだと述べた。